# Tropidorissoia
Genre
Tropidorissoia est un genre de mollusques gastéropodes de la famille des Barleeiidae.

## Systématique
Le genre Tropidorissoia a été créé en 1915 par les malacologistes britanniques John Read le Brockton Tomlin (1864-1954) et Lewis John Shackleford (d) (1856-1917) et avec pour espèce type Tropidorissoia taphrodes,.

## Liste d'espèces
Selon World Register of Marine Species (19 décembre 2021) :
- Tropidorissoia secunda Rolán & Templado, 1994
- Tropidorissoia taphrodes Tomlin & Shackleford, 1915 - espèce type

## Publication originale
- (en) J. R. Le Brockton Tomlin et L. J. Shackleford, « The Marine Mollusca of São Thomé, II. Descriptions of a new genus and five new species », Journal of Conchology, Londres, Conchological Society of Great Britain & Ireland (d) et inconnu, vol. 14, no 10,‎ 6 février 1915, p. 307-310 (ISSN 0022-0019, OCLC 6988449, lire en ligne).